# 獅子橋 (香港)

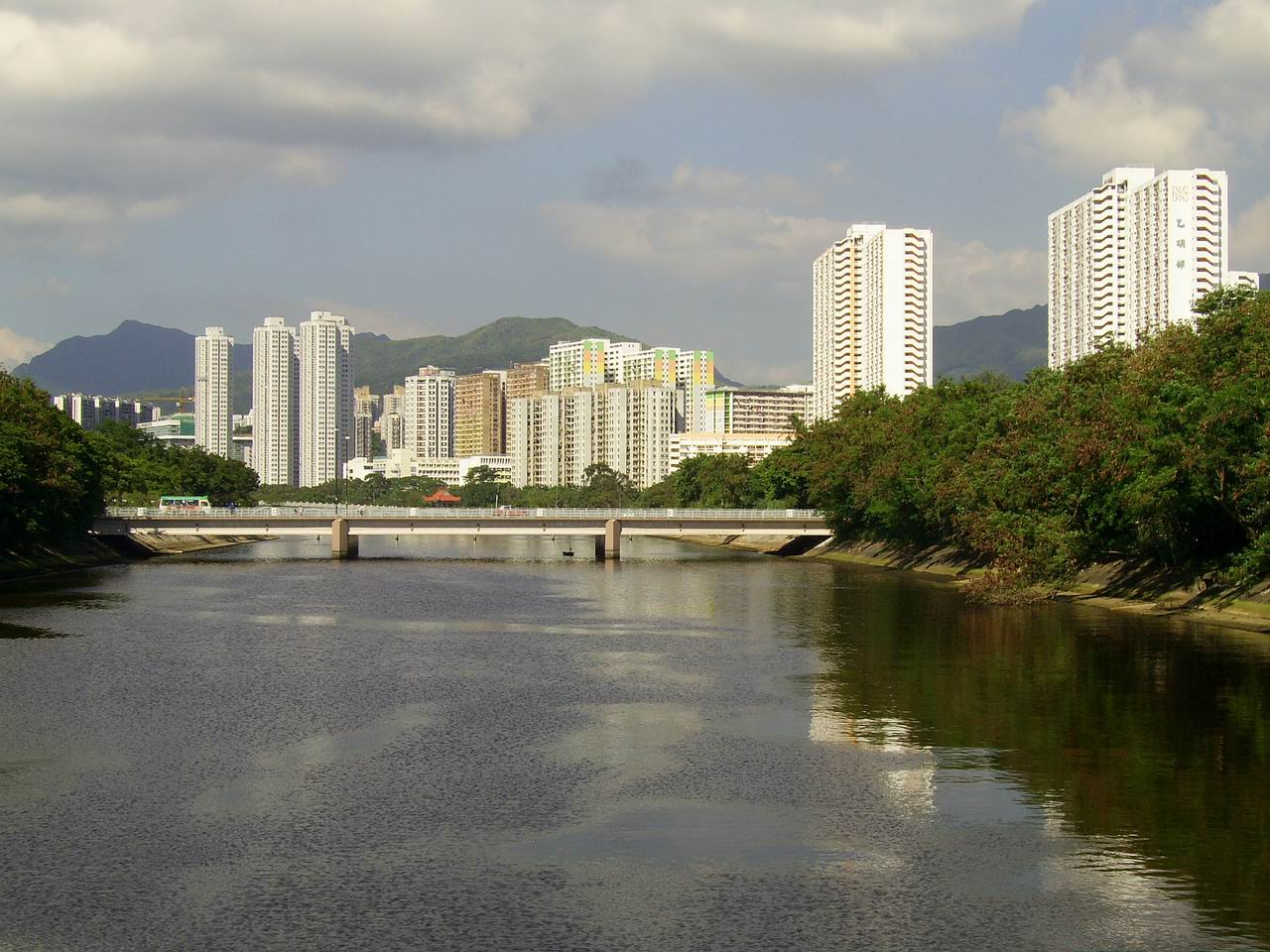
沙田獅子橋

獅子橋（英語：Lion Bridge）是香港的一條跨河行車橋，位於新界沙田車公廟站至香港文化博物館一帶，橫跨城門河中游一帶，為獅子山隧道公路的一部份，建於1976年。
獅子橋全長98米，而面積約2,500平方米，設有4線雙程分隔車道，車道兩旁則設有行人路。